# Гай Лициний Гета
Гай Лициний Гета (лат. Gaius Licinius Geta; умер после 108 до н. э.) — римский политический деятель из плебейского рода Лициниев, консул 116 года до н. э., цензор 108 года до н. э..

## Биография
О происхождении Геты ничего неизвестно. Учитывая дату его консулата и требования закона Виллия, установившего определённые временные промежутки между высшими магистратурами, он должен был не позднее 119 года до н. э. занимать должность претора. В 116 году до н. э. он занимал должность консула вместе с Квинтом Фабием Максимом Эбурном. В следующем году Гета был исключен из сената цензорами вместе с 31 другими сенаторами. Несколько лет спустя он смог восстановить своё звание и сам был цензором в 108 году до н. э. вместе с бывшим коллегой по консулату.